# 7320 Potter
A 7320 Potter (ideiglenes jelöléssel 1978 TP6) a Naprendszer kisbolygóövében található aszteroida. Ljudmila Vasziljevna Zsuravljova fedezte fel 1978. október 2-án.